# Strai
Un strai (în engleză sail) este o parâmă metalică ce susține un arbore (catarg) sau arboret în planul diametral al navei și spre prova. Face parte din grupa manevrelor fixe. 
Întinderea straiului se execută cu ajutorul unui întinzător metalic intercalat la capătul său inferior. Straturile îndeplinesc și rolul de filieră de învergare a velelor triunghiulare (focuri și velastraiuri).